# Коктюль
Коктю́ль (рос. Коктюль) — село у складі Ялуторовського району Тюменської області, Росія.
Населення — 533 особи (2010, 597 у 2002).
Національний склад станом на 2002 рік:
- росіяни — 83 %